# Grace Hayle
Grace Hayle est une actrice américaine née le 24 juillet 1888 à Newark dans le New Jersey aux États-Unis, morte le 20 mars 1963 à Los Angeles (États-Unis).

## Filmographie
- 1931 : Caught Plastered
- 1932 : Histoire d'un amour (Back Street) de John M. Stahl
- 1932 : Evenings for Sale
- 1932 : The Death Kiss
- 1933 : Hard to Handle de Mervyn LeRoy
- 1933 : The Mind Reader
- 1933 : Diplomaniacs (en)
- 1933 : Gold Diggers of 1933
- 1933 : Professional Sweetheart
- 1933 : Liliane (Baby Face) d'Alfred E. Green : Mrs. Hemingway
- 1933 : Mary Stevens, M.D.
- 1933 : Bureau des personnes disparues (Bureau of Missing Persons)
- 1933 : Bombshell : Mrs. Titcomb
- 1933 : Goodbye Love (en) de H. Bruce Humberstone : Lura 'Ducky' Groggs
- 1933 : Le Tombeur (Lady Killer)
- 1933 : Sérénade à trois (Design for Living)
- 1934 : Sa Majesté s'amuse (All the King's Horses)
- 1934 : The Cat and the Fiddle : Lettuce
- 1934 : The Caretaker's Daughter
- 1934 : Fascination (Glamour) de William Wyler : Miss Lang
- 1934 : Sing and Like It
- 1934 : Ondes d'amour (Twenty Million Sweethearts) : Mme Martha Brokman
- 1934 : Laughing Boy
- 1934 : Straight Is the Way : Mme Clapman, ou Kaplan
- 1934 : Romance in the Rain : Mrs. Crandall
- 1934 : The Party's Over
- 1934 : La Passagère (Chained) de Clarence Brown : l'amie d'Edith
- 1934 : La Fine Équipe (6 Day Bike Rider)
- 1934 : Musique dans l'air (Music in the Air)
- 1935 : Toute la ville en parle (The Whole Town's Talking) de John Ford : Reporter
- 1935 : Sur le velours (Living on Velvet)
- 1935 : Roberta
- 1935 : Un drame au casino (The Casino Murder Case)
- 1935 : Mister Dynamite
- 1935 : Party Wire : Eleanor
- 1935 : Calm Yourself : Mrs. James K. Vallance
- 1935 : Front Page Woman : Nell Bonnett
- 1935 : Ne pariez pas sur les blondes (Don't Bet on Blondes) de Robert Florey
- 1935 : Bright Lights
- 1935 : Orchids to You
- 1935 : Navy Wife
- 1935 : She Married Her Boss : Agnes Mayo
- 1935 : Music Is Magic
- 1935 : Mary Burns, Fugitive (en) de William K. Howard : Nurse Jennie
- 1936 : Dancing Feet : Mrs. Worthington
- 1936 : Le Grand Ziegfeld (The Great Ziegfeld) de Robert Z. Leonard
- 1936 : Small Town Girl : Miss Collins
- 1936 : Le Diable au corps (The Moon's Our Home) : Miss Hambridge
- 1936 : The Harvester : Mrs. Kramer
- 1936 : Ticket to Paradise : Minnie Dawson
- 1936 : Pepper
- 1936 : Fifteen Maiden Lane
- 1936 : Without Orders
- 1936 : Theodora Goes Wild : Mrs. Cobb
- 1936 : Reunion de Norman Taurog : Mrs. Williams
- 1936 : Sous les ponts de New York (Winterset) d'Alfred Santell
- 1937 : Bars and Stripes : Mrs. Clink
- 1937 : Le Chant du printemps (Maytime) : Mrs. Perkin
- 1937 : Une étoile est née (A Star Is Born)
- 1937 : Hit Parade of 1937
- 1937 : Meet the Missus : Miss Corn Belt
- 1937 : It Could Happen to You!
- 1937 : The Singing Marine
- 1937 : Le Couple invisible (Topper)
- 1937 : Music for Madame
- 1937 : Cette nuit est notre nuit (Tovarich) : Mrs. Van Hemert
- 1937 : SOS vertu ! (Wise Girl) de Leigh Jason
- 1938 : Pacific Liner
- 1938 : Man-Proof
- 1938 : Femmes délaissées (Wives Under Suspicion)
- 1938 : Les hommes sont si bêtes
- 1938 : L'Ange impur (The Shopworn Angel)
- 1938 : Letter of Introduction (en)
- 1938 : Keep Smiling
- 1938 : Nanette a trois amours (Three Loves Has Nancy) de Richard Thorpe
- 1938 : Carefree
- 1938 : Secrets of an Actress
- 1938 : Un cheval sur les bras (Straight, Place and Show) de David Butler
- 1938 : L'Ensorceleuse (The Shining Hour) de Frank Borzage : Mrs Briggs
- 1938 : Next Time I Marry (en) de Garson Kanin
- 1938 : Charlie Chan à Honolulu (Charlie Chan in Honolulu)
- 1938 : Amants (Sweethearts)
- 1939 : Arrest Bulldog Drummond : Touriste
- 1939 : Risky Business
- 1939 : Boy Trouble
- 1939 : Le Printemps de la vie (Yes, My Darling Daughter)
- 1939 : Mr. Moto in Danger Island : Mrs. Brown
- 1939 : Undercover Doctor : Mrs. Croyne
- 1939 : The Forgotten Woman
- 1939 : Coast Guard
- 1939 : Death of a Champion
- 1939 : The Star Maker
- 1939 : Femmes (The Women), de George Cukor : Une cycliste
- 1939 : Agent double (Espionage Agent) : Mrs. O'Grady
- 1939 : Our Neighbors - The Carters
- 1939 : The Honeymoon's Over
- 1940 : Remedy for Riches
- 1940 : Rendez-vous (The Shop Around the Corner)
- 1940 : High School de George Nichols Jr. : Miss Cummings
- 1940 : The Farmer's Daughter : Torsavitch
- 1940 : En route vers Singapour (Road to Singapore)
- 1940 : Ma, He's Making Eyes at Me : Mrs. Smythe
- 1940 : Le Lys du ruisseau (Primrose Path)
- 1940 : Voyage sans retour ('Til We Meet Again)
- 1940 : Girl in 313 : Mrs. Hudson
- 1940 : Le Mystère du château maudit (The Ghost Breakers)
- 1940 : Maryland : Mrs. Carrington
- 1940 : Wildcat Bus
- 1940 : Third Finger, Left Hand de Robert Z. Leonard : Mrs. Kelland
- 1940 : Le Dictateur (The Great Dictator) : Madame Napaloni
- 1940 : A Night at Earl Carroll's : Mrs. Alonzo Smith
- 1941 : Honeymoon for Three
- 1941 : You're the One
- 1941 : Knockout (en) : Mrs. Smithers
- 1941 : L'Amour et la Bête (The Wagons Roll at Night) de Ray Enright : Mme Grebnick
- 1941 : West Point Widow
- 1941 : For Beauty's Sake
- 1941 : Histoire inachevée (Unfinished business) de Gregory La Cava
- 1941 : Buy Me That Town : Woman
- 1941 : New York Town : Mrs. Bixby
- 1941 : Birth of the Blues
- 1941 : The Night of January 16th de William Clemens
- 1941 : Marry the Boss's Daughter : Bit
- 1942 : Henry Aldrich, Editor
- 1942 : La Blonde de mes rêves (My Favorite Blonde)
- 1942 : Croisière mouvementée (Ship Ahoy)
- 1942 : Ma femme est un ange (I Married an Angel) de W.S. Van Dyke : Mrs. Gabby
- 1942 : Le Témoin disparu (Just Off Broadway)
- 1942 : Madame Spy (en)
- 1943 : Slightly Dangerous
- 1943 : Toute seule (All by Myself) de Felix E. Feist : Mrs. Stone
- 1943 : Let's Face It : Mrs Wigglesworth
- 1943 : Footlight Glamour : Mrs Cora Dithers
- 1943 : Hi'ya, Sailor
- 1943 : She's for Me
- 1943 : Pris sur le vif (True to Life) de George Marshall
- 1944 : Beautiful But Broke (en) de Charles Barton : Birdie Benson
- 1944 : Cover Girl
- 1944 : Cowboy and the Senorita
- 1944 : Mrs. Parkington
- 1944 : Murder in the Blue Room
- 1951 : L'Âge d'aimer (Too Young to Kiss)
- 1952 : Flesh and Fury (en)
- 1952 : Washington Story (en)
- 1952 : Troublez-moi ce soir (Don't Bother to Knock) de Roy Baker : Mrs. McMurdock
- 1952 : Le Cran d’arrêt (The Turning Point) de William Dieterle : Mme Martin
- 1953 : Houdini le grand magicien (Houdini)
- 1953 : The Caddy
- 1953 : Un galop du diable (Money from Home) de George Marshall : Mrs. Cheshire
- 1954 : Mission périlleuse (Dangerous Mission) : Mrs. Alvord
- 1955 : La Muraille d'or (Foxfire) de Joseph Pevney
- 1956 : Ne dites jamais adieu (Never Say Goodbye)
- 1957 : Amour frénétique (Loving You) : Mrs. Gunderson